# Sarkash
Sarkash (fl. VII secolo) è stato un musicista persiano, ultimo dei quattro musicisti più influenti operanti, nel VII secolo, presso la corte sasanide.
Fu il più importante musicista alla corte sasanide prima di Barbad e apparteneva alla stessa genìa di Shirin, la moglie di re Cosroe II.